# الإدارة العامة للإطفاء
الإدارة العامة للإطفاء
تاريخ قوة الإطفاء العام (الكويت):

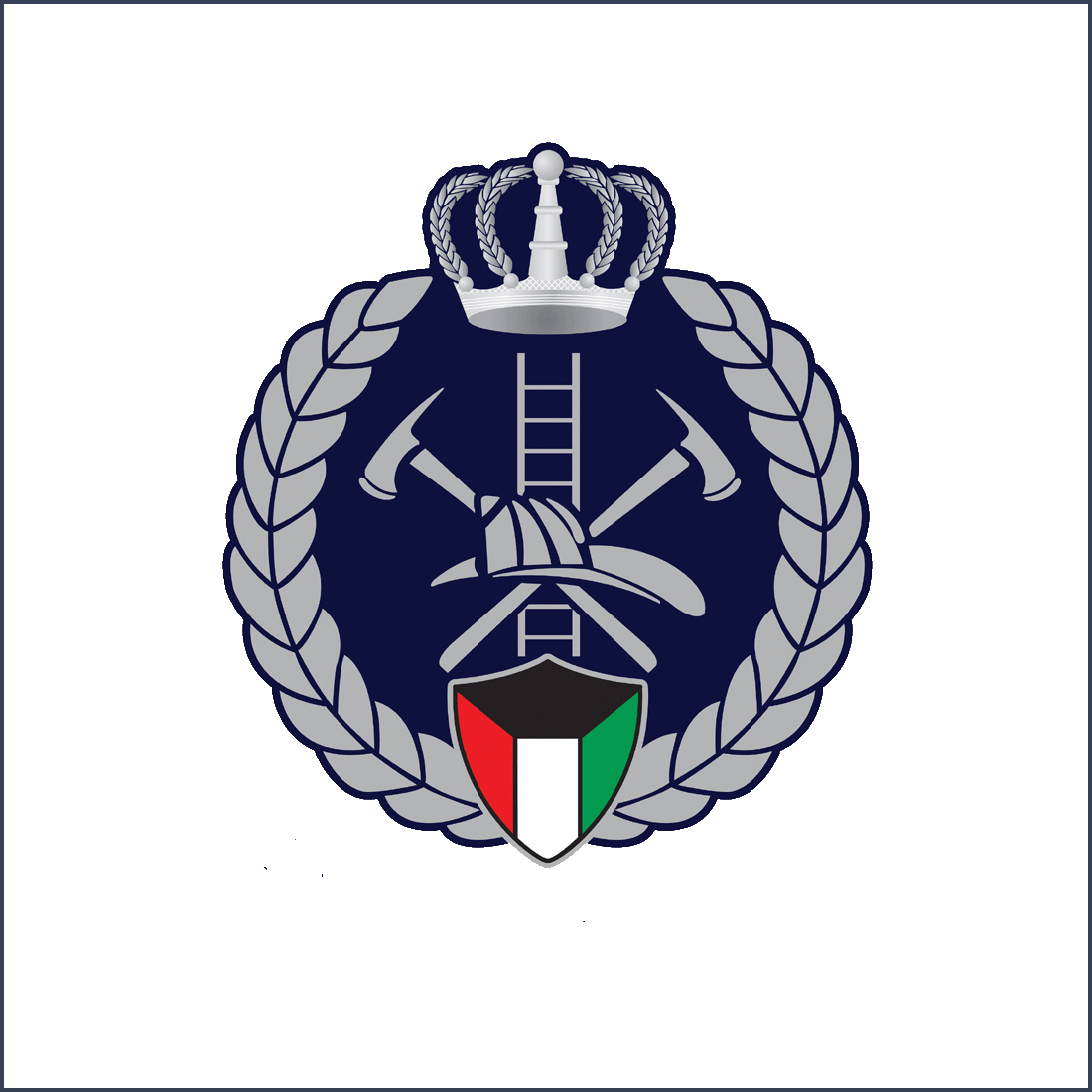

خلال أقل من أربعين عاما تحت خدمات الإطفاء في الكويت وتطورها تبعا للتطور العمراني والصناعي والاجتماعي الذي بدأ يطرأ على البلاد تدريجيا بعد اكتشاف النفط. ففي حين كانت الحرائق تكافح من قبل الأهالي أنفسهم بطرق تتمثل باستخدام الماء التي تجرها الحمير والبغال وهذا كان في عام قبل سنة 1946.
وفي سنة 1947 تم إحضار سيارة تنكر من نوع فورد مجهزة بمضخة وخرطوم لتساعد الأهالي بإخماد أي حريق قد ينشب ، وفي عام 1949 تم إحضار سيارة أخرى لتكون مساعدة للسيارة الأخرى ولسد احتياج الأهالي من هذه الآليات.
وفي سنة 1950 زودت فرقة الإطفاء بأربع سيارات تنكر جديدة وأرتفع عدد العاملين في هذه الفرقة إلى 30 فردا ، وبعدها بدأت عملية التطوير مستمرة لتخدم أبناء الوطن من أخطار نشوب الحريق حتى تم ضم فرقة إطفاء البلدية مع فرقة إطفاء الأشغال وتم إنشاء مركز للإطفاء في كراج الأشغال يسمى مركز رقم (2) ومركز آخر في الشويخ سمي مركز رقم (3) جهز بسيارة إطفاء كاملة وسيارة تنكر واحدة و(16) فردا.
أما في عام 1959 أنشئ مركز الإطفاء في الميناء القديم سمي مركز رقم (5) جهز بسيارة إطفاء وسيارة إسعاف. وبعد هذا العام وفي خلال عام 1960 التحق عدد من خريجي الثانوية بالانخراط بسلك الإطفاء وتم تدريبهم على أساسيات في علوم الإطفاء وتم إيفادهم إلى المملكة المتحدة لتأهيلهم كضباط إطفاء.
وفي عام 1962 تم تحويل تبعية الإطفاء من إدارة الأشغال إلى بلدية الكويت و تم تسمية المراكز حسب أسماء المناطق التي توجد فيها بدلا من الأرقام.
وفي خلال الفترة من 1963 – 1983استمر العمل في تطور مشهود وبدأت الدولة تهتم وتلبي احتياجات العمل في سلك الإطفاء من معدات ومن توفير القوى العاملة في هذا المجال وذلك حرصا على توفير السلامة لما لها أهمية بحماية الأرواح والممتلكات من أخطار الحريق.
ولمواكبة التطور السريع الذي شهدته دولة الكويت في مجالات العمران والصناعة واتساع رقعة البلاد تم إنشاء من المراكز لتشمل معظم مناطق البلاد وقد زودت وجهزت بأحدث الآليات والأجهزة والأفراد المتدربين والضباط الخريجين الذين تلقوا تدريبهم في الخارج.
وأخيرا وفي عام 1982 أصبحت إدارة الإطفاء إدارة عامة مستقلة وصدر بشأنها قانون خاص رقم 36-1982 لتنظيم شئونهم وتم إنشاء إدارات جديدة ضمن الإدارة العامة.
و في عام 2002 أصبحت الإدارة العامة للإطفاء تخضع لإشراف وزير الدولة لشئون مجلس الوزراء و ذلك بناءا على القانون رقم 37 الصادر لسنة 2002 و يعبر عنه في مواد هذا القانون بالوزير المختص، و يكون لها ميزانية ملحقة بالميزانية العامة للدولة.ويوجد حاليا عدد (40) مركزاطفاء لتغطية كافة مناطق الكويت و الإدارة العامة للإطفاء بصدد الاستمرار في بناء مراكز جديدة لتغطية المناطق التي سوف تستحدث من قبل الدولة.
أهداف الإدارة العامة للإطفاء
```
الهدف الرئيسي
```

توفير الحماية اللازمة للأرواح والممتلكات من الحرائق والانهيارات والحوادث والكوارث الطبيعية والوقاية منها
ومن خلال هذا الهدف العام للإدارة العامة للإطفاء يتبين لنا أنه يتكون من غايتين أساسيتين هم : 
الغاية الأولى : حماية الأرواح والممتلكات بالوقاية من الحوادث بتطبيق الشروط الوقائية طبقا لنوع النشاط المستغل 
الغاية الثانية : حماية الأرواح والممتلكات بالتعامل المباشر مع الحوادث عند حدوثها وذلك بمعالجة الحادث وإنهائه بأقل الخسائر الممكنة
```
الأهداف الإستراتيجية لهذه الغايات 
```

منع الحادث: إزالة أسباب وقوع الحادث وخصوصا الحرائق وذلك سواء مادية أو بشرية ويتم ذلك عن طريق النصح والإلزام
حصر الحوادث: حصر الحادث في مكان وقوعه وذلك عن طريق تطبيق الشروط الوقائية المسبقة مثال (قانون المباني والمنشآت) أو التعامل المباشر أثناء إخماد الحرائق
تقليل الخسائر: تقليل الخسائر في الأرواح والممتلكات أثناء وقوع الحادث ويتم تحقيق ذلك بنشر الوعي الوقائي للتصرف أثناء وقوع الحادث أولاً والتصرف الفعلي للإطفاء في سبيل الخسائر مثال: سرعة الاستجابة
معالجة وإنهاء الحادث: التعامل المباشر مع الحادث ومعالجته بأقل وقت ممكن وذلك على الوجه الأمثل مع الأخذ بعين الاعتبار الأهداف الأخرى